# DeRuyter (New York, falu)
DeRuyter falu az USA New York államában, Madison megyében. Lakosainak száma 408 fő (2020. április 1.).

## Népesség
A település népességének változása:

| 2010 | 558 |
| 2020 | 408 |